# Agens (stof)
Een agens of werkzame stof is een algemene aanduiding voor een stof die een bepaald effect voortbrengt, veelal door middel van een chemische reactie. In medische zin verwijst de term naar een stof die een bepaalde uitwerking heeft op een organisme, een fysiologisch effect. Het kan daarbij gaan om een genezend of een ongunstig (toxisch of pathogeen) effect. Biologische agentia zijn levende of niet-levende microbiologische entiteiten die een infectie, allergie of toxiciteit kunnen veroorzaken bij een gastheer.